# Nationale Vergadering (Gambia)
De Nationale Vergadering (Engels: National Assembly) is het eenkamerparlement van Gambia en telt 58 leden. Van hen worden er 53 gekozen via het meerderheidsstelsel; de overige 5 leden worden door de president benoemd.
Van de onafhankelijkheid in 1960 tot de staatsgreep van 1994 kende Gambia een parlementair stelsel onder president Sir Dawda Kairaba Jawara met de People's Progressive Party (PPP) als dominante partij. Het eenkamerparlement heette in die periode het Huis van Afgevaardigden (House of Representatives). Na de militaire machtsovername door kolonel Yahya Jammeh (1994) werden alle parlementaire activiteiten opgeschort en in 1997 werd het Huis van Afgevaardigden vervangen door de huidige Nationale Vergadering. Tot aan de val van Jammeh in 2017 werd de Nationale Vergadering gedomineerd door de Alliance for Patriotic Reorientation and Construction (APRA), een creatie van het militaire regime. Bij de verkiezingen van 2017 werd de APRA weggevaagd en behield nog slechts 5 zetels (-38) en werd de liberale United Democratic Party (UDP) met 31 zetels de grootste partij in het parlement.

## Voorzitter
Voorzitter van de Nationale Vergadering is Fabakary Jatta (APRC), die sinds 2022 deze functie bekleedt.

## Zetelverdeling

Zetelverdeling na de verkiezingen van 2022